# Bois-Grenier
Bois-Grenier é uma comuna francesa na região administrativa de Altos da França, no departamento de Nord. Estende-se por uma área de 7,25 km². Em 2010 a comuna tinha 1 696 habitantes (densidade: 233,9 hab./km²).